# Carlia decora
Carlia decora (райдужний сцинк вишуканий) — вид сцинкоподібних ящірок родини сцинкових (Scincidae). Ендемік Австралії.

## Поширення і екологія
Вишукані райдужні сцинки мешкають у вологих прибережних районах на північному сході Квінсленду та на деяких прибережних острівцях. Вони живуть у вологих тропічних лісах, на узліссях і в садах, в підліску серед опалого листя. Віддають перевагу густим заростям ліан і перехідним зонам між прибережними і евкаліптовими лісами.